# Kevin Nealon

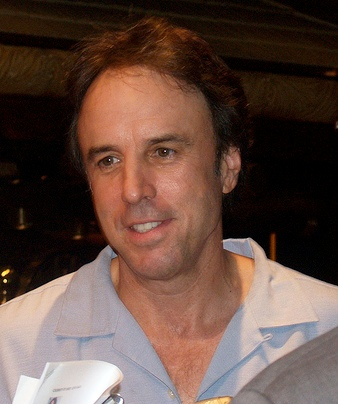
Kevin Nealon (2006)

Kevin Nealon (* 18. November 1953 in St. Louis, Missouri) ist ein US-amerikanischer Schauspieler und Comedian. Als dieser wurde er in den Jahren von 1986 bis 1995 in der Fernsehshow Saturday Night Live bekannt.

## Werdegang
Nealon besuchte die Notre Dame Fairfield und machte dort 1971 seinen Abschluss. Später studierte er an der Sacred Heart University und verließ diese mit einem Bachelor in Marketing. Mitte der 1980er Jahre nahm Nealon in Hollywood erste kleine Statisten- und Nebenrollen an, so unter anderem als Betrunkener im Film Roxanne 1987. Zuvor war er ab 1986 Teil der Comedians in der Fernsehshow Saturday Night Live. Ab 1990 trat er in einzelnen Folgen US-amerikanischer Fernsehserien als Kleindarsteller auf. 1991 feierte er seine erste echte Nebenrolle im Film Mein Weihnachtswunsch. 2005 bekam er in der TV-Serie Weeds – Kleine Deals unter Nachbarn die Rolle des Doug Wilson, den er über alle acht Staffeln spielte. Nach weiteren Nebenrollen spielte Nealon 2014 in Urlaubsreif mit der Rolle des Eddy erstmals eine Hauptrolle in einem Kinofilm.
2015 wurde bekannt, dass Nealon unter chronischem Vorhofflimmern leidet, weshalb er sich seit längerem in Behandlung befindet. Seit 2005 ist er in zweiter Ehe mit Schauspielkollegin Susan Yeagley verheiratet, mit der er einen Sohn (* 2007) hat.

## Filmografie (Auswahl)
- 1985: Agentin mit Herz (Scarecrow and Mrs. King, Fernsehserie, Folge 3x04)
- 1986–1999: Saturday Night Live (Fernsehshow, 170 Folgen)
- 1987: Roxanne
- 1989: Cranium Command (Kurzfilm)
- 1991: Mein Weihnachtswunsch (All I Want for Christmas)
- 1993: Die Coneheads (Coneheads)
- 1993: Partners (Fernsehfilm)
- 1993–1996: Die Larry Sanders Show (The Larry Sanders Show, Fernsehserie, 3 Folgen)
- 1995: Jeffrey
- 1996: Happy Gilmore
- 1996: Champs (Fernsehserie, 12 Folgen)
- 1997–1998: Hiller and Diller (Fernsehserie, 13 Folgen)
- 1998: Ein Direktor räumt auf (Principal Takes a Holiday, Fernsehfilm)
- 1998: Eine Hochzeit zum Verlieben (The Wedding Singer)
- 1998, 1999: Dharma & Greg (Fernsehserie, 2 Folgen)
- 1999: Kill the Man – Vom Kopiertrottel zum Millionär (Kill the Man)
- 1999: Hinterm Mond gleich links (3rd Rock from the Sun, Fernsehserie, Folge 4x18)
- 1999: Outer Limits – Die unbekannte Dimension (The Outer Limits, Fernsehserie, Folge 5x16)
- 2000: Cecil B. (Cecil B. Demented)
- 2000: Little Nicky – Satan Junior (Little Nicky)
- 2001: These Old Broads (Fernsehfilm)
- 2001: Heartbreakers – Achtung: Scharfe Kurven! (Heartbreakers)
- 2001: Joe Dreck (Joe Dirt)
- 2002: Meister der Verwandlung (The Master of Disguise)
- 2002: Monk (Fernsehserie, Folge 1x05 Mr. Monk in der Anstalt)
- 2002: Adam Sandlers acht verrückte Nächte (Eight Crazy Nights, Stimme)
- 2003: Die Wutprobe (Anger Management)
- 2003: Der Kindergarten Daddy (Daddy Day Care)
- 2003: In tierischer Mission (Good Boy!)
- 2003–2006: Still Standing (Fernsehserie, 5 Folgen)
- 2003, 2021: Crank Yankers – Falsch verbunden! (Crank Yankers, Fernsehserie, 2 Folgen)
- 2005: Lass es, Larry! (Curb Your Enthusiasm, Fernsehserie, Folge 5x04 Kamikaze Bingo)
- 2005–2012: Weeds – Kleine Deals unter Nachbarn (Weeds, Fernsehserie, 102 Folgen)
- 2006: Grandma’s Boy
- 2007: Good Morning Agrestic (Fernsehserie, 6 Folgen)
- 2008: Remarkable Power
- 2008: Leg dich nicht mit Zohan an (You Don’t Mess with the Zohan)
- 2008: Get Smart
- 2009: Die Noobs – Klein aber gemein (Aliens in the Attic)
- 2009–2011: Glenn Martin DDS (Fernsehserie, 39 Folgen, Stimme von Glenn Martin)
- 2010: American Dad (Fernsehserie, Folge 5x13 Stan Salvation, Stimme von I.O.C. Member)
- 2010: Ehe ist… (’Til Death, Fernsehserie, 6 Folgen)
- 2011: Meine erfundene Frau (Just Go with It)
- 2011: Bucky Larson: Born to Be a Star
- 2012: Hot in Cleveland (Fernsehserie, 2 Folgen)
- 2012: Franklin & Bash (Fernsehserie, Folge 2x01)
- 2013: Drunk History (Fernsehserie, Folge 1x03)
- 2013: The League (Fernsehserie, Folge 5x04)
- 2014: Small Time
- 2014: Mädelsabend – Nüchtern zu schüchtern! (Walk of Shame)
- 2014: Urlaubsreif (Blended)
- 2016: Popstar: Never Stop Never Stopping
- 2016: The Soul Man (Fernsehserie, 2 Folgen)
- 2016–2020: Man with a Plan (Fernsehserie, 68 Folgen)
- 2017: Sandy Wexler
- 2018: Vater des Jahres (Father of the Year)
- 2019: International Falls
- 2020: Family Guy (Fernsehserie, Folge 18x14 Die Bewegung, Stimme)
- 2023: Late Bloomers
- 2025: Happy Gilmore 2